# Primera División de Chile 1950
Primera División de Chile 1950 var den chilenska högstaligan i fotboll för herrar för säsongen 1950, som slutade med att Everton vann för första gången och blev dessutom första lag utanför Santiago att vinna ligan. Ligan bestod av 12 lag som spelade mot varandra två gånger var, vilket innebar 22 omgångar. Eftersom de två främsta lagen, Everton och Unión Española, båda hamnade på samma poäng spelades en final för att avgöra vilket lag som skulle bli mästare. Matchen avgjordes inför cirka 42 500 åskådare i Santiago och slutade 1-0 till Everton.

## Sluttabell
| Plac. | Lag                  | S  | V  | O | F  | GM | IM | MSK | Poäng |
| ----- | -------------------- | -- | -- | - | -- | -- | -- | --- | ----- |
| 1     | Everton              | 22 | 12 | 6 | 4  | 56 | 33 | 23  | 30    |
| 2     | Unión Española       | 22 | 12 | 6 | 4  | 57 | 42 | 15  | 30    |
| 3     | Colo-Colo            | 22 | 11 | 7 | 4  | 42 | 30 | 12  | 29    |
| 4     | Santiago Wanderers   | 22 | 10 | 7 | 5  | 40 | 32 | 8   | 27    |
| 5     | Audax Italiano       | 22 | 9  | 7 | 6  | 53 | 47 | 6   | 25    |
| 6     | Santiago Morning     | 22 | 9  | 4 | 9  | 53 | 51 | 2   | 22    |
| 7     | Ferrobádminton       | 22 | 8  | 5 | 9  | 47 | 51 | -4  | 21    |
| 8     | Magallanes           | 22 | 9  | 3 | 10 | 39 | 46 | -7  | '21   |
| 9     | Green Cross          | 22 | 5  | 7 | 10 | 53 | 60 | -7  | 17    |
| 10    | Universidad de Chile | 22 | 6  | 4 | 12 | 39 | 47 | -8  | 16    |
| 11    | Universidad Católica | 22 | 4  | 6 | 12 | 33 | 50 | -17 | 14    |
| 12    | Iberia               | 22 | 3  | 6 | 13 | 38 | 61 | -23 | 12    |

## Final
|  | 14 januari 1951 | Everton | 1–0 | Unión Española | Estadio Nacional, Santiago               |  |
|  |                 |         |     |                | Publik: 42 551 Domare: Williams Crawford |  |
|  |                 |         |     |                |                                          |  |
|  |                 |         |     |                |                                          |  |

| Primera División Vinnare av Primera División 1950 |
| ------------------------------------------------- |
| Chile                                             |
| Everton 1:a titeln                                |